# Andy Van Hoof
Andy Van Hoof (Antwerpen, 2 juli 1996) is een Belgisch voetballer die speelt als aanvaller. Hij stond onder contract van 2014 tot 2016 bij de Belgische tweedeklasser Royal Antwerp. 
Van Hoof stroomde in 2014 door vanuit de jeugdopleiding naar de eerste ploeg van Antwerp FC. Hij debuteerde op 7 maart 2015 toen hij in de 86ste minuut mocht invallen in de wedstrijd tegen Patro Eisden Maasmechelen.

## Clubstatistieken
| Seizoen | Club       | Competitie    | Competitie | Competitie | Beker | Beker | Internationaal | Internationaal | Totaal | Totaal |
| Seizoen | Club       | Competitie    | Wed.       | Dlp.       | Wed.  | Dlp.  | Wed.           | Dlp.           | Wed.   | Dlp.   |
| ------- | ---------- | ------------- | ---------- | ---------- | ----- | ----- | -------------- | -------------- | ------ | ------ |
| 2014/15 | Antwerp FC | Tweede klasse | 3          | 0          | 0     | 0     | —              | —              | 3      | 0      |
| 2015/16 | Antwerp FC | Tweede klasse | 0          | 0          | 0     | 0     | —              | —              | 0      | 0      |
| Totaal  | Totaal     | Totaal        | 3          | 0          | 0     | 0     | 0              | 0              | 3      | 0      |

Bijgewerkt op 15 augustus 2015.